# Le avventure di Guizzardi
Le avventure di Guizzardi è il secondo romanzo di Gianni Celati, pubblicato da Einaudi in prima edizione (nella collana "I coralli" n. 113), nel 1973 con un risvolto non firmato di Italo Calvino, poi con poche correzioni in Parlamenti buffi, presso Feltrinelli (collana "Impronte" n. 69), nel 1989, dove reca il sottotitolo Storia d'un senza famiglia, quindi in edizione economica nel 1994 (collana "Universale Economica Feltrinelli" n. 1265), con una quarta di copertina firmata dallo stesso autore (con la sigla G.C.).

## Traduzioni
Il libro è stato tradotto in lingua francese da François Depuigrenet Desrousilles (Les aventures de Guizzardi, Paris: Salvy, 1991) e in lingua basca da Fernando Rey (Guizzardiren abenturak. Ume zurtz baten historia, Argitalpena: Iruñea Igela, 2006).